# Сан Ромуалдо (Равена)
Сан Ромуалдо је насеље у Италији у округу Равена, региону Емилија-Ромања.
Према процени из 2011. у насељу је живело 295 становника. Насеље се налази на надморској висини од 0 м.